# Haroun Tazieff
Haroun Tazieff, belgijski geolog in vulkanolog tatarsko-judovskega porekla, * 11. maj 1914, Varšava, † 2. februar 1998 , Pariz.
Prvih sedem let je Haroun, ki je bil rojen v Varšavi, preživel v Rusiji, od tam pa je družina odšla v Francijo ter se nato po dveh letih odselila v Belgijo. V Liègeu je Haroun diplomiral iz agronomije, nato pa še iz geologije. Nekaj let je nato delal na Univerzi v Bruslju kot asistent za mineralogijo, geologijo in geofiziko, nato pa se je posvetil raziskovanju malo znanih delov sveta.
Med drugo svetovno vojno je bil med letoma 1941 in 1944 član odporniške sabotažne skupine. Po vojni je odšel v Kongo, kjer je dve leti delal v neki rudarski družbi. Po dveh letih je zapustil službo in se posvetil raziskavam pri erupciji enega od kongoških vulkanov. 
Leta 1951 in 1952 je bil član raziskovalne ekipe, ki je raziskovala najglobljo jamo na svetu, kasneje pa se je pridružil Jacquesu Cousteauju pri oceanografskem križarjenju po Rdečem morju. Nekaj let zatem je raziskal vulkan Merapi na Javi ter vulkane Krakatau, Taal, Sakurajima, Aso-San, Popokatepetl, Izalko in druge. Pri tem je posnel več dokumentarnih filmov o izbruhih vulkanov in toku lave. Večino svojih raziskovalnih popotovanj je opisal tudi v knjigah.